# 莫里斯·金
莫里斯·E·金（英語：Maurice E. King，1935年3月12日—2007年9月17日），美国NBA联盟前职业篮球运动员。他在1957年的NBA选秀中第6轮第48顺位被波士顿凯尔特人选中。